# ثيوديبيرت الثاني
ثيوديبيرت الثاني (بالإنجليزية: Theudebert II)‏ عاش في الفترة (581-612) م، ملك أوستراسيا في الفترة من عام 595 حتى عام612 م، هو ابن ووريث شيلديبيرت الثاني.